# Ju-on: Origins
Ju-on: Origins (呪怨：呪いの家, en español: Ju-on: Orígenes) es una serie de televisión japonesa producida por Takashige Ichise y Mikihiko Hirata, para el servicio de transmisión Netflix, como parte de la franquicia Ju-on. La serie se estrenó mundialmente el 3 de julio de 2020.

## Elenco
- Yoshiyoshi Arakawa como Yasuo Odajima
- Ouka Katou como Yasuo Odajima (5 años)
- Yuina Kuroshima como Haruka Honjo
- Seiko Iwaido como la mujer de blanco
- Koki Osamura como Yudai Katsuragi/Katsuji Kobayashi
- Ririka como Kiyomi Kawai y Kumi Shigematsu
- Nana Owada como Yoshie Minakami
- Hitomi Hazuki como Mai Hyodo
- Kaho Tsuchimura como Manami Kuze
- Kana Kurashina como Kimie Ariyasu
- Atsuki Yamada como Toshiki Shigematsu
- Kai Inowaki como Tetsuya Fukazawa
- Takemi Fujii como Yuka Tsujii
- Izumi Matsuoka como Mina Kawai
- Tomomitsu Adachi como Takumi Noguchi
- Nobuko Sendo como Michiko Fukazawa
- Ryota Matsushima como Keiichi Masaki
- Shinsuke Kato como Nobuhiko Haida
- Nana Yanagisawa como Keiko Haida
- Ryushin Tei como Tamotsu Kosaka
- Jui Nogimoto como Kazuha Odajima
- Shiyun Nakamura como Atsushi Sasaki
- Tokio Emoto como M
- Haruka Kubo como Chie Masaki
- Yuya Matsuura como Kokichi Odajima
- Noriaki Kamata como Noriyasu Sako
- Remi Niinai como Natsuki Ito
- Atom Shukugawa como Yusaku Morozumi
- Yura Anno como Tomoko Morozumi
- Yoshiki Urayama como Hiroshi Sunada
- Mihiro como presentador de televisión

## Capítulos
| N.º | Título       | Dirigido por | Escrito por                         |                    |   |   |
| --- | ------------ | ------------ | ----------------------------------- | ------------------ | - | - |
| 1   | «Episodio 1» | Sho Miyake   | Hiroshi Takahashi, Takashige Ichise | 3 de julio de 2020 | — | — |
| 2   | «Episodio 2» | Sho Miyake   | Hiroshi Takahashi, Takashige Ichise | 3 de julio de 2020 | — | — |
| 3   | «Episodio 3» | Sho Miyake   | Hiroshi Takahashi, Takashige Ichise | 3 de julio de 2020 | — | — |
| 4   | «Episodio 4» | Sho Miyake   | Hiroshi Takahashi, Takashige Ichise | 3 de julio de 2020 | — | — |
| 5   | «Episodio 5» | Sho Miyake   | Hiroshi Takahashi, Takashige Ichise | 3 de julio de 2020 | — | — |
| 6   | «Episodio 6» | Sho Miyake   | Hiroshi Takahashi, Takashige Ichise | 3 de julio de 2020 | — | — |

## Recepción
Ju-on: Origins recibió una recepción mixta por parte de los críticos. En el agregador de reseñas Rotten Tomatoes, la película recibió una calificación de "Certified Fresh" y tiene un puntaje del 85% basado en 18 reseñas y una calificación de 5.84 sobre 10. En Metacritic, que asigna un promedio ponderado a las reseñas de los críticos tradicionales, la serie recibe una puntuación promedio de 55 basada en 5 reseñas, lo que indica "críticas mixtas o promedio".